# Golfo di Kandalakša
Il golfo di Kandalakša (in russo Кандала́кшский зали́в?, Kandalakšskij zaliv) è un'ampia insenatura della costa del mar Bianco, situata nella Russia europea settentrionale (oblast' di Murmansk e Repubblica di Carelia).
Profonda 185 chilometri e larga, all'imboccatura, 67, costituisce l'estrema sezione nordoccidentale del bacino del mar Bianco. Raggiunge una profondità massima di 330 metri, il punto più profondo del mar Bianco.

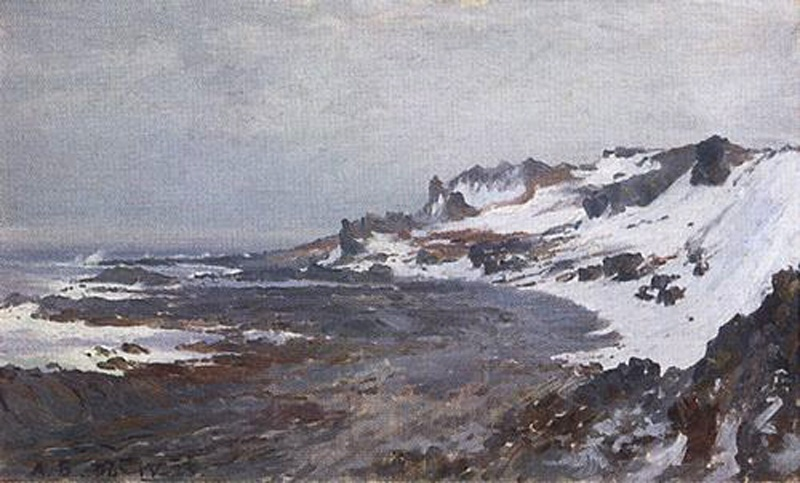
Nel golfo di Kandalakša, quadro di A. A. Borisov.

Il golfo prende il nome dalla città di Kandalakša, il maggiore centro urbano situato sulle sue sponde; altri insediamenti di qualche rilievo sono Kovda e Umba, situate alle foci degli omonimi fiumi.
Hanno la loro foce nel golfo di Kandalakša, fra gli altri, i fiumi Niva, Umba e Kovda. Tra le molte le isole presenti nel golfo ci sono:  Rjaškov, Velikij, Olenij, le isole Lupči, Vol'ostrov, Sidorov, Keret', Pežostrov, Kiškin, Volej.
A causa del rigido clima subartico della zona, le sue acque sono ghiacciate, mediamente, nel periodo fra metà novembre e maggio.